# Engelbert Sani
Engelbert Sani (sinh ngày 28 tháng 5 năm 1990 ở Sorong, West Papua) là một cầu thủ bóng đá người Indonesia hiện tại thi đấu cho Madura United ở Liga 1. Anh gia nhập đội tuyển U-23 quốc gia Indonesia ở Đại hội Thể thao Đông Nam Á 2009. Anh gia nhập đội tuyển U-21 quốc gia Indonesia ở Pre-Olympic Tournament 2012.